# گنگستا (فیلم)
گنگستا (هلندی: Patser) یک فیلم جنایی بلژیکی محصول ۲۰۱۸ با تدوین، نویسندگی و کارگردانی مشترک عادل العربی و بلال فلاح است. ماتئو سیمونی، نورا قریب، سعید بومازوقه، جین برووتس و اکسل دیزلیر در نقش‌های اصلی بازی می‌کنند.

## داستان
آدامو مرد جوانی است که در آنتورپ زندگی می‌کند. ریشه او مراکشی-ایتالیایی است. او و دوستانش مواد مخدر مصرف می‌کنند. کار آنها پیتزا فروشی عمویشان فرید است. سپس قصد دارند بر فروش مواد مخدر سخت تمرکز کنند. آنها با اورلاندو ماری ارباب مواد مخدر توافق می‌کنند تا محموله ای از کوکائین قاچاق شده از طریق بندر آنتورپ را تحویل بگیرند. وقتی تقریباً توسط دو پلیس دستگیر می‌شوند، مجبور می‌شوند کوکائین را در رودخانه اسخلده بریزند.
آدامو بخشی از کوکائین را پس می‌گیرد و شروع به فروش آن می‌کند. این دو پلیس نیز بخشی از مواد مخدر را پیدا کرده و یک کلاهبرداری مواد مخدر راه اندازی می‌کنند. اورلاندو برای پس گرفتن پولش یک شکار انسان را آغاز می‌کند.